# Tymmophorus tricolor
Tymmophorus tricolor är en stekelart som först beskrevs av Szepligeti 1898.  Tymmophorus tricolor ingår i släktet Tymmophorus och familjen brokparasitsteklar. Inga underarter finns listade i Catalogue of Life.